# Verwaltungsgliederung Deutschlands 2017
In diesem Artikel wird die Verwaltungsgliederung Deutschlands 2017 dargestellt. Die Bevölkerungszahlen geben den Stand vom 1. Januar 2017 wieder.
Aufgelistet werden die Länder, Regierungsbezirke, kreisfreien Städte und Landkreise, für Baden-Württemberg auch die Regionen. Es werden die Angaben des Statistischen Bundesamtes übernommen.

## Übersicht
| Land                   | Einwohner  | Fläche in km2 | Bev.-Dichte Ew./km2 |
| ---------------------- | ---------- | ------------- | ------------------- |
| Baden-Württemberg      | 10.951.893 | 35.751,46     | 306                 |
| Bayern                 | 12.930.751 | 70.550,19     | 183                 |
| Berlin                 | 3.574.830  | 891,68        | 4.009               |
| Brandenburg            | 2.494.648  | 29.654,16     | 84                  |
| Bremen                 | 678.753    | 419,38        | 1.618               |
| Hamburg                | 1.810.438  | 755,22        | 2.397               |
| Hessen                 | 6.213.088  | 21.114,94     | 294                 |
| Mecklenburg-Vorpommern | 1.610.674  | 23.211,05     | 69                  |
| Niedersachsen          | 7.945.685  | 47.614,07     | 167                 |
| Nordrhein-Westfalen    | 17.890.100 | 34.112,47     | 524                 |
| Rheinland-Pfalz        | 4.056.449  | 19.854,21     | 204                 |
| Saarland               | 996.651    | 2.569,69      | 388                 |
| Sachsen                | 4.081.783  | 18.449,99     | 221                 |
| Sachsen-Anhalt         | 2.236.252  | 20.451,58     | 109                 |
| Schleswig-Holstein     | 2.881.926  | 15.799,65     | 182                 |
| Thüringen              | 2.158.128  | 16.172,50     | 133                 |
| Deutschland            | 82.521.653 | 357.385,71    | 231                 |

## Baden-Württemberg
| Landkreis (ggf. Sitz)                              | Einwohner | Fläche in km2 | Bev.-Dichte Ew./km2 |
| -------------------------------------------------- | --------- | ------------- | ------------------- |
| Konstanz                                           | 282.191   | 817,97        | 385                 |
| Lörrach                                            | 227.545   | 806,76        | 282                 |
| Waldshut (in Waldshut-Tiengen)                     | 168.852   | 1.131,15      | 149                 |
| Regionalverband Hochrhein-Bodensee                 | 678.588   | 2.755,88      | 246                 |
| Landkreis (ggf. Sitz)                              | Einwohner | Fläche in km2 | Bev.-Dichte Ew./km2 |
| Rottweil                                           | 138.327   | 769,40        | 180                 |
| Schwarzwald-Baar-Kreis (in Villingen-Schwenningen) | 210.084   | 1.025,27      | 205                 |
| Tuttlingen                                         | 138.119   | 734,35        | 188                 |
| Region Schwarzwald-Baar-Heuberg                    | 486.530   | 2.529,02      | 192                 |
| Stadtkreis                                         | Einwohner | Fläche in km2 | Bev.-Dichte Ew./km2 |
| Freiburg im Breisgau                               | 227.590   | 153,06        | 1.487               |
| Landkreis (ggf. Sitz)                              | Einwohner | Fläche in km2 | Bev.-Dichte Ew./km2 |
| Breisgau-Hochschwarzwald (in Freiburg im Breisgau) | 260.416   | 1.378,34      | 189                 |
| Emmendingen                                        | 163.251   | 679,90        | 240                 |
| Ortenaukreis (in Offenburg)                        | 423.359   | 1.860,81      | 228                 |
| Regionalverband Südlicher Oberrhein                | 1.074.616 | 4.072,11      | 264                 |
| Regierungsbezirk Freiburg                          | 2.239.734 | 9.357,01      | 239                 |

| Stadtkreis                          | Einwohner | Fläche in km2 | Bev.-Dichte Ew./km2 |
| ----------------------------------- | --------- | ------------- | ------------------- |
| Baden-Baden                         | 54.307    | 140,21        | 387                 |
| Karlsruhe                           | 309.999   | 173,46        | 1.787               |
| Landkreis                           | Einwohner | Fläche in km2 | Bev.-Dichte Ew./km2 |
| Karlsruhe                           | 440.337   | 1.084,96      | 406                 |
| Rastatt                             | 228.907   | 738,75        | 310                 |
| Regionalverband Mittlerer Oberrhein | 1.033.550 | 2.137,38      | 484                 |
| Stadtkreis                          | Einwohner | Fläche in km2 | Bev.-Dichte Ew./km2 |
| Pforzheim                           | 123.493   | 98,00         | 1.260               |
| Landkreis (ggf. Sitz)               | Einwohner | Fläche in km2 | Bev.-Dichte Ew./km2 |
| Calw                                | 155.960   | 797,53        | 196                 |
| Enzkreis (in Pforzheim)             | 197.246   | 573,68        | 344                 |
| Freudenstadt                        | 116.692   | 870,67        | 137                 |
| Regionalverband Nordschwarzwald     | 593.391   | 2.339,88      | 254                 |
| Stadtkreis                          | Einwohner | Fläche in km2 | Bev.-Dichte Ew./km2 |
| Heidelberg                          | 159.914   | 108,84        | 1.496               |
| Mannheim                            | 304.781   | 144,96        | 2.103               |
| Landkreis (ggf. Sitz)               | Einwohner | Fläche in km2 | Bev.-Dichte Ew./km2 |
| Neckar-Odenwald-Kreis (in Mosbach)  | 143.278   | 1.126,24      | 127                 |
| Rhein-Neckar-Kreis (in Heidelberg)  | 544.400   | 1.061,70      | 513                 |
| Region Rhein-Neckar                 | 1.152.373 | 2.441,74      | 472                 |
| Regierungsbezirk Karlsruhe          | 2.779.314 | 6.919,00      | 402                 |

| Stadtkreis                                | Einwohner | Fläche in km2 | Bev.-Dichte Ew./km2 |
| ----------------------------------------- | --------- | ------------- | ------------------- |
| Heilbronn                                 | 123.771   | 99,88         | 1.239               |
| Landkreis (ggf. Sitz)                     | Einwohner | Fläche in km2 | Bev.-Dichte Ew./km2 |
| Heilbronn                                 | 337.571   | 1.099,90      | 307                 |
| Hohenlohekreis (in Künzelsau)             | 110.689   | 776,78        | 142                 |
| Main-Tauber-Kreis (in Tauberbischofsheim) | 132.274   | 1.304,40      | 101                 |
| Schwäbisch Hall                           | 192.958   | 1.483,97      | 130                 |
| Region Heilbronn-Franken                  | 897.263   | 4.764,93      | 188                 |
| Landkreis (ggf. Sitz)                     | Einwohner | Fläche in km2 | Bev.-Dichte Ew./km2 |
| Heidenheim                                | 131.498   | 627,14        | 210                 |
| Ostalbkreis (in Aalen)                    | 311.587   | 1.511,54      | 206                 |
| Region Ostwürttemberg                     | 443.085   | 2.138,68      | 207                 |
| Stadtkreis                                | Einwohner | Fläche in km2 | Bev.-Dichte Ew./km2 |
| Stuttgart                                 | 628.032   | 207,35        | 3.029               |
| Landkreis (ggf. Sitz)                     | Einwohner | Fläche in km2 | Bev.-Dichte Ew./km2 |
| Böblingen                                 | 385.888   | 617,82        | 625                 |
| Esslingen                                 | 528.792   | 641,46        | 824                 |
| Göppingen                                 | 254.618   | 642,36        | 396                 |
| Ludwigsburg                               | 537.902   | 686,84        | 783                 |
| Rems-Murr-Kreis (in Waiblingen)           | 422.698   | 858,13        | 493                 |
| Region Stuttgart                          | 2.757.930 | 3.653,96      | 755                 |
| Regierungsbezirk Stuttgart                | 4.098.278 | 10.557,57     | 388                 |

| Landkreis (ggf. Sitz)                 | Einwohner | Fläche in km2 | Bev.-Dichte Ew./km2 |
| ------------------------------------- | --------- | ------------- | ------------------- |
| Bodenseekreis (in Friedrichshafen)    | 213.070   | 664,81        | 320                 |
| Ravensburg                            | 281.627   | 1.631,86      | 173                 |
| Sigmaringen                           | 130.275   | 1.204,34      | 108                 |
| Regionalverband Bodensee-Oberschwaben | 624.972   | 3.501,01      | 179                 |
| Stadtkreis                            | Einwohner | Fläche in km2 | Bev.-Dichte Ew./km2 |
| Ulm                                   | 123.953   | 118,69        | 1.044               |
| Landkreis (ggf. Sitz)                 | Einwohner | Fläche in km2 | Bev.-Dichte Ew./km2 |
| Alb-Donau-Kreis (in Ulm)              | 193.318   | 1.358,68      | 142                 |
| Biberach                              | 196.206   | 1.409,74      | 139                 |
| Region Donau-Iller                    | 513.477   | 2.887,11      | 178                 |
| Landkreis (ggf. Sitz)                 | Einwohner | Fläche in km2 | Bev.-Dichte Ew./km2 |
| Reutlingen                            | 284.082   | 1.092,74      | 260                 |
| Tübingen                              | 224.635   | 519,20        | 433                 |
| Zollernalbkreis (in Balingen)         | 187.401   | 917,72        | 204                 |
| Regionalverband Neckar-Alb            | 696.118   | 2.529,66      | 275                 |
| Regierungsbezirk Tübingen             | 1.834.567 | 8.917,78      | 206                 |

## Bayern
| Kreisfreie Stadt                                         | Einwohner | Fläche in km2 | Bev.-Dichte Ew./km2 |
| -------------------------------------------------------- | --------- | ------------- | ------------------- |
| Ansbach                                                  | 41.532    | 99,91         | 416                 |
| Erlangen                                                 | 110.238   | 76,95         | 1.433               |
| Fürth                                                    | 125.403   | 63,35         | 1.980               |
| Nürnberg                                                 | 511.628   | 186,38        | 2.745               |
| Schwabach                                                | 40.707    | 40,82         | 997                 |
| Landkreis                                                | Einwohner | Fläche in km2 | Bev.-Dichte Ew./km2 |
| Ansbach                                                  | 182.178   | 1.971,84      | 92                  |
| Erlangen-Höchstadt (in Erlangen)                         | 134.640   | 564,66        | 238                 |
| Fürth (in Zirndorf)                                      | 115.971   | 307,55        | 377                 |
| Neustadt a.d.Aisch-Bad Windsheim (in Neustadt a.d.Aisch) | 99.332    | 1.267,56      | 78                  |
| Nürnberger Land (in Lauf a.d.Pegnitz)                    | 168.893   | 799,57        | 211                 |
| Roth                                                     | 125.563   | 895,39        | 140                 |
| Weißenburg-Gunzenhausen (in Weißenburg i.Bay.)           | 93.974    | 970,91        | 97                  |
| Regierungsbezirk Mittelfranken                           | 1.750.059 | 7.244,85      | 242                 |

| Kreisfreie Stadt                  | Einwohner | Fläche in km2 | Bev.-Dichte Ew./km2 |
| --------------------------------- | --------- | ------------- | ------------------- |
| Landshut                          | 70.025    | 65,81         | 1.064               |
| Passau                            | 51.074    | 69,57         | 734                 |
| Straubing                         | 47.142    | 67,58         | 698                 |
| Landkreis (ggf. Sitz)             | Einwohner | Fläche in km2 | Bev.-Dichte Ew./km2 |
| Deggendorf                        | 117.601   | 861,3         | 137                 |
| Dingolfing-Landau (in Dingolfing) | 95.035    | 877,79        | 108                 |
| Freyung-Grafenau (in Freyung)     | 78.180    | 984,15        | 79                  |
| Kelheim                           | 119.969   | 1.065,97      | 113                 |
| Landshut                          | 155.442   | 1.347,89      | 115                 |
| Passau                            | 188.904   | 1.530,29      | 123                 |
| Regen                             | 77.187    | 974,92        | 79                  |
| Rottal-Inn (in Pfarrkirchen)      | 119.617   | 1.281,42      | 93                  |
| Straubing-Bogen (in Straubing)    | 99.221    | 1.201,94      | 83                  |
| Regierungsbezirk Niederbayern     | 1.219.397 | 10.329,91     | 118                 |

| Kreisfreie Stadt                              | Einwohner | Fläche in km2 | Bev.-Dichte Ew./km2 |
| --------------------------------------------- | --------- | ------------- | ------------------- |
| Ingolstadt                                    | 133.639   | 133,37        | 1.002               |
| München                                       | 1.464.301 | 310,70        | 4.713               |
| Rosenheim                                     | 62.672    | 37,22         | 1.684               |
| Landkreis (ggf. Sitz)                         | Einwohner | Fläche in km2 | Bev.-Dichte Ew./km2 |
| Altötting                                     | 109.422   | 569,35        | 192                 |
| Bad Tölz-Wolfratshausen (in Bad Tölz)         | 125.668   | 1.110,69      | 113                 |
| Berchtesgadener Land (in Bad Reichenhall)     | 104.480   | 839,92        | 124                 |
| Dachau                                        | 150.839   | 579,18        | 260                 |
| Ebersberg                                     | 139.016   | 549,36        | 253                 |
| Eichstätt                                     | 130.808   | 1.214,06      | 108                 |
| Erding                                        | 135.429   | 870,72        | 156                 |
| Freising                                      | 175.803   | 799,83        | 220                 |
| Fürstenfeldbruck                              | 216.857   | 434,79        | 499                 |
| Garmisch-Partenkirchen                        | 87.877    | 1.012,22      | 87                  |
| Landsberg am Lech                             | 118.725   | 804,38        | 148                 |
| Miesbach                                      | 98.828    | 866,23        | 114                 |
| Mühldorf a.Inn                                | 113.222   | 805,31        | 141                 |
| München                                       | 343.405   | 664,25        | 517                 |
| Neuburg-Schrobenhausen (in Neuburg a.d.Donau) | 95.759    | 739,81        | 129                 |
| Pfaffenhofen a.d.Ilm                          | 125.085   | 161,14        | 164                 |
| Rosenheim                                     | 257.466   | 1.439,54      | 179                 |
| Starnberg                                     | 134.732   | 487,71        | 276                 |
| Traunstein                                    | 175.431   | 1534,00       | 114                 |
| Weilheim-Schongau (in Weilheim i.OB)          | 133.859   | 966,37        | 139                 |
| Regierungsbezirk Oberbayern                   | 4.633.323 | 17.530,16     | 264                 |

| Kreisfreie Stadt             | Einwohner | Fläche in km2 | Bev.-Dichte Ew./km2 |
| ---------------------------- | --------- | ------------- | ------------------- |
| Bamberg                      | 75.743    | 54,62         | 1.387               |
| Bayreuth                     | 73.065    | 66,93         | 1.092               |
| Coburg                       | 41.071    | 48,29         | 850                 |
| Hof                          | 45.183    | 58,03         | 779                 |
| Landkreis                    | Einwohner | Fläche in km2 | Bev.-Dichte Ew./km2 |
| Bamberg                      | 146.042   | 1.167,83      | 125                 |
| Bayreuth                     | 103.876   | 1.273,74      | 82                  |
| Coburg                       | 86.734    | 590,47        | 147                 |
| Forchheim                    | 115.259   | 642,79        | 179                 |
| Hof                          | 95.915    | 892,52        | 107                 |
| Kronach                      | 67.613    | 651,53        | 104                 |
| Kulmbach                     | 71.993    | 658,34        | 109                 |
| Lichtenfels                  | 66.640    | 519,95        | 128                 |
| Wunsiedel i.Fichtelgebirge   | 73.260    | 606,43        | 121                 |
| Regierungsbezirk Oberfranken | 1.062.398 | 7.231,41      | 147                 |

| Kreisfreie Stadt            | Einwohner | Fläche in km2 | Bev.-Dichte Ew./km2 |
| --------------------------- | --------- | ------------- | ------------------- |
| Amberg                      | 42.348    | 50,14         | 845                 |
| Regensburg                  | 148.638   | 80,70         | 1.842               |
| Weiden i.d.OPf.             | 42.494    | 70,55         | 602                 |
| Landkreis (ggf. Sitz)       | Einwohner | Fläche in km2 | Bev.-Dichte Ew./km2 |
| Amberg-Sulzbach (in Amberg) | 103.009   | 1.255,75      | 82                  |
| Cham                        | 126.918   | 1.520,17      | 83                  |
| Neumarkt i.d.OPf.           | 131.662   | 1.344,11      | 98                  |
| Neustadt a.d.Waldnaab       | 94.528    | 1.427,67      | 66                  |
| Regensburg                  | 190.481   | 1.391,90      | 137                 |
| Schwandorf                  | 145.382   | 1.464,97      | 99                  |
| Tirschenreuth               | 72.918    | 1.084,23      | 67                  |
| Regierungsbezirk Oberpfalz  | 1.098.378 | 9.691,03      | 113                 |

| Kreisfreie Stadt               | Einwohner | Fläche in km2 | Bev.-Dichte Ew./km2 |
| ------------------------------ | --------- | ------------- | ------------------- |
| Augsburg                       | 289.584   | 146,84        | 1.972               |
| Kaufbeuren                     | 43.134    | 40,03         | 1.078               |
| Kempten (Allgäu)               | 67.529    | 63,28         | 1.067               |
| Memmingen                      | 43.293    | 70,14         | 617                 |
| Landkreis (ggf. Sitz)          | Einwohner | Fläche in km2 | Bev.-Dichte Ew./km2 |
| Aichach-Friedberg (in Aichach) | 131.399   | 780,33        | 168                 |
| Augsburg                       | 247.539   | 1.071,13      | 231                 |
| Dillingen a.d.Donau            | 94.556    | 792,22        | 119                 |
| Donau-Ries (in Donauwörth)     | 132.298   | 1.274,68      | 104                 |
| Günzburg                       | 123.498   | 762,44        | 162                 |
| Lindau (Bodensee)              | 80.961    | 323,44        | 250                 |
| Neu-Ulm                        | 171.011   | 515,86        | 332                 |
| Oberallgäu (in Sonthofen)      | 153.759   | 1.528,00      | 101                 |
| Ostallgäu (in Marktoberdorf)   | 138.265   | 1.394,91      | 99                  |
| Unterallgäu (in Mindelheim)    | 141.165   | 1.230,06      | 115                 |
| Regierungsbezirk Schwaben      | 1.857.991 | 9.992,03      | 186                 |

| Kreisfreie Stadt                          | Einwohner | Fläche in km2 | Bev.-Dichte Ew./km2 |
| ----------------------------------------- | --------- | ------------- | ------------------- |
| Aschaffenburg                             | 69.187    | 62,47         | 1.107               |
| Schweinfurt                               | 52.724    | 35,70         | 1.477               |
| Würzburg                                  | 126.010   | 87,63         | 1.438               |
| Landkreis                                 | Einwohner | Fläche in km2 | Bev.-Dichte Ew./km2 |
| Aschaffenburg                             | 173.504   | 699,15        | 248                 |
| Bad Kissingen                             | 103.100   | 1.136,96      | 91                  |
| Haßberge (in Haßfurt)                     | 84.373    | 956,38        | 88                  |
| Kitzingen                                 | 89.748    | 684,19        | 131                 |
| Main-Spessart (in Karlstadt)              | 126.301   | 1.321,42      | 96                  |
| Miltenberg                                | 128.543   | 715,86        | 180                 |
| Rhön-Grabfeld (in Bad Neustadt a.d.Saale) | 79.855    | 1.021,77      | 78                  |
| Schweinfurt                               | 114.823   | 841,46        | 136                 |
| Würzburg                                  | 161.041   | 968,40        | 166                 |
| Regierungsbezirk Unterfranken             | 1.309.209 | 8.530,99      | 153                 |

## Brandenburg
| Kreisfreie Stadt                       | Einwohner | Fläche in km2 | Bev.-Dichte Ew./km2 |
| -------------------------------------- | --------- | ------------- | ------------------- |
| Brandenburg an der Havel               | 71.664    | 229,71        | 312                 |
| Cottbus                                | 100.416   | 165,15        | 608                 |
| Frankfurt (Oder)                       | 58.193    | 147,85        | 394                 |
| Potsdam                                | 171.810   | 188,61        | 911                 |
| Landkreis (Sitz)                       | Einwohner | Fläche in km2 | Bev.-Dichte Ew./km2 |
| Barnim (in Eberswalde)                 | 179.365   | 1.479,67      | 121                 |
| Dahme-Spreewald (in Lübben)            | 166.074   | 2.274,48      | 73                  |
| Elbe-Elster (in Herzberg)              | 104.397   | 1.899,54      | 55                  |
| Havelland (in Rathenow)                | 159.685   | 1.727,30      | 92                  |
| Märkisch-Oderland (in Seelow)          | 191.685   | 2.158,67      | 89                  |
| Oberhavel (in Oranienburg)             | 208.639   | 1.808,18      | 115                 |
| Oberspreewald-Lausitz (in Senftenberg) | 111.962   | 1.223,08      | 92                  |
| Oder-Spree (in Beeskow)                | 178.849   | 2.256,78      | 79                  |
| Ostprignitz-Ruppin (in Neuruppin)      | 99.414    | 2.526,55      | 39                  |
| Potsdam-Mittelmark (in Belzig)         | 212.207   | 2.591,61      | 82                  |
| Prignitz (in Perleberg)                | 77.813    | 2.138,61      | 36                  |
| Spree-Neiße (in Forst (Lausitz))       | 116.826   | 1.657,45      | 70                  |
| Teltow-Fläming (in Luckenwalde)        | 164.771   | 2.104,19      | 78                  |
| Uckermark (in Prenzlau)                | 120.878   | 3.076,93      | 39                  |

## Bremen
| Kreisfreie Stadt | Einwohner | Fläche in km2 | Bev.-Dichte Ew./km2 |
| ---------------- | --------- | ------------- | ------------------- |
| Bremen           | 565.719   | 325,56        | 1.738               |
| Bremerhaven      | 113.034   | 93,82         | 1.205               |

## Hessen
| Kreisfreie Stadt                              | Einwohner | Fläche in km2 | Bev.-Dichte Ew./km2 |
| --------------------------------------------- | --------- | ------------- | ------------------- |
| Darmstadt                                     | 157.437   | 122,09        | 1.290               |
| Frankfurt am Main                             | 736.414   | 248,31        | 2.966               |
| Offenbach am Main                             | 124.589   | 44,89         | 2.775               |
| Wiesbaden                                     | 277.619   | 203,93        | 1.361               |
| Landkreis (ggf. Sitz)                         | Einwohner | Fläche in km2 | Bev.-Dichte Ew./km2 |
| Bergstraße (in Heppenheim)                    | 267.935   | 719,52        | 372                 |
| Darmstadt-Dieburg (in Darmstadt)              | 294.744   | 658,65        | 447                 |
| Groß Gerau                                    | 269.045   | 453,04        | 594                 |
| Hochtaunuskreis (in Bad Homburg vor der Höhe) | 234.991   | 482,02        | 488                 |
| Main-Kinzig-Kreis (in Gelnhausen)             | 416.715   | 1.397,55      | 298                 |
| Main-Taunus-Kreis (in Hofheim am Taunus)      | 235.708   | 222,39        | 1.060               |
| Odenwaldkreis (in Erbach)                     | 96.473    | 623,98        | 155                 |
| Offenbach                                     | 349.982   | 356,30        | 982                 |
| Rheingau-Taunus-Kreis (in Bad Schwalbach)     | 185.668   | 811,48        | 229                 |
| Wetteraukreis (in Friedberg (Hessen))         | 303.914   | 1.100,69      | 276                 |
| Regierungsbezirk Darmstadt                    | 3.951.234 | 7.444,82      | 531                 |

| Landkreis (ggf. Sitz)                    | Einwohner | Fläche in km2 | Bev.-Dichte Ew./km2 |
| ---------------------------------------- | --------- | ------------- | ------------------- |
| Gießen                                   | 265.699   | 854,67        | 311                 |
| Lahn-Dill-Kreis (in Wetzlar)             | 254.074   | 1.066,52      | 238                 |
| Limburg-Weilburg (in Limburg a. d. Lahn) | 172.120   | 738.48        | 233                 |
| Marburg-Biedenkopf (in Marburg)          | 245.013   | 1.262,55      | 194                 |
| Vogelsbergkreis (in Lauterbach)          | 106.737   | 1.458,99      | 73                  |
| Regierungsbezirk Gießen                  | 1.043.643 | 5.381,21      | 194                 |
| Kreisfreie Stadt                         | Einwohner | Fläche in km2 | Bev.-Dichte Ew./km2 |
| Kassel                                   | 199.062   | 106,78        | 1.864               |
| Landkreis (ggf. Sitz)                    | Einwohner | Fläche in km2 | Bev.-Dichte Ew./km2 |
| Fulda                                    | 221.170   | 1.380,40      | 160                 |
| Hersfeld-Rotenburg (in Bad Hersfeld)     | 121.037   | 1.097,12      | 110                 |
| Kassel                                   | 236.905   | 1.292,92      | 183                 |
| Schwalm-Eder-Kreis (in Homberg (Efze))   | 181.105   | 1.538,51      | 118                 |
| Waldeck-Frankenberg (in Korbach)         | 157.967   | 1.848,44      | 85                  |
| Werra-Meißner-Kreis (in Eschwege)        | 100.965   | 1.024,70      | 99                  |
| Regierungsbezirk Kassel                  | 1.218.211 | 8.288,87      | 147                 |

## Mecklenburg-Vorpommern
| Kreisfreie Stadt                                | Einwohner | Fläche in km2 | Bev.-Dichte Ew./km2 |
| ----------------------------------------------- | --------- | ------------- | ------------------- |
| Rostock                                         | 207.513   | 181,26        | 1.145               |
| Schwerin                                        | 95.668    | 130,52        | 730                 |
| Landkreis (ggf. Sitz)                           | Einwohner | Fläche in km2 | Bev.-Dichte Ew./km2 |
| Ludwigslust-Parchim (in Parchim)                | 212.562   | 4.752,44      | 45                  |
| Mecklenburgische Seenplatte (in Neubrandenburg) | 261.816   | 5.470,35      | 48                  |
| Nordwestmecklenburg (in Wismar)                 | 156.825   | 2.118,51      | 74                  |
| Rostock (in Güstrow)                            | 213.945   | 3.422,51      | 63                  |
| Vorpommern-Greifswald (in Greifswald)           | 237.374   | 3.929,73      | 60                  |
| Vorpommern-Rügen (in Stralsund)                 | 224.971   | 3.207,37      | 70                  |

## Niedersachsen
| Kreisfreie Stadt                         | Einwohner | Fläche in km2 | Bev.-Dichte Ew./km2 |
| ---------------------------------------- | --------- | ------------- | ------------------- |
| Braunschweig                             | 248.667   | 192,18        | 1.294               |
| Salzgitter                               | 103.668   | 223,92        | 463                 |
| Wolfsburg                                | 123.909   | 204,09        | 607                 |
| Landkreis                                | Einwohner | Fläche in km2 | Bev.-Dichte Ew./km2 |
| Gifhorn                                  | 174.749   | 1.562,86      | 112                 |
| Goslar                                   | 137.979   | 965,29        | 143                 |
| Göttingen                                | 327.065   | 1.753,41      | 187                 |
| Helmstedt                                | 92.079    | 674,02        | 137                 |
| Northeim                                 | 133.610   | 1.267,08      | 105                 |
| Peine                                    | 132.979   | 534,97        | 249                 |
| Wolfenbüttel                             | 120.904   | 722,56        | 167                 |
| Ehemaliger Regierungsbezirk Braunschweig | 1.595.609 | 8.100,38      | 197                 |

| Landkreis (ggf. Sitz)                | Einwohner | Fläche in km2 | Bev.-Dichte Ew./km2 |
| ------------------------------------ | --------- | ------------- | ------------------- |
| Diepholz                             | 215.082   | 1.988,14      | 108                 |
| Hameln-Pyrmont (in Hameln)           | 148.265   | 796,15        | 186                 |
| Region Hannover                      | 1.148.700 | 2.290,86      | 501                 |
| Hildesheim                           | 277.300   | 1.206,03      | 230                 |
| Holzminden                           | 71.510    | 692,65        | 103                 |
| Nienburg/Weser                       | 121.503   | 1.389,97      | 87                  |
| Schaumburg (in Stadthagen)           | 157.616   | 675,57        | 233                 |
| Ehemaliger Regierungsbezirk Hannover | 2.139.976 | 9.039,37      | 237                 |

| Landkreis (ggf. Sitz)                | Einwohner | Fläche in km2 | Bev.-Dichte Ew./km2 |
| ------------------------------------ | --------- | ------------- | ------------------- |
| Celle                                | 178.370   | 1.545,21      | 115                 |
| Cuxhaven                             | 198.670   | 2.057,78      | 97                  |
| Harburg (in Winsen (Luhe))           | 250.326   | 1.245,03      | 201                 |
| Heidekreis (in Bad Fallingbostel)    | 139.641   | 1.873,72      | 75                  |
| Lüchow-Dannenberg (in Lüchow)        | 48.825    | 1.220,45      | 40                  |
| Lüneburg                             | 181.605   | 1.323,68      | 137                 |
| Osterholz (in Osterholz-Scharmbeck)  | 112.695   | 650,81        | 173                 |
| Rotenburg (Wümme)                    | 163.372   | 2.070,45      | 79                  |
| Stade                                | 201.638   | 1.266,02      | 159                 |
| Uelzen                               | 92.961    | 1.454,22      | 64                  |
| Verden                               | 135.842   | 787,92        | 172                 |
| Ehemaliger Regierungsbezirk Lüneburg | 1.703.945 | 15.495,29     | 110                 |

| Kreisfreie Stadt                      | Einwohner | Fläche in km2 | Bev.-Dichte Ew./km2 |
| ------------------------------------- | --------- | ------------- | ------------------- |
| Delmenhorst                           | 77.045    | 62,36         | 1.235               |
| Emden                                 | 50.486    | 112,36        | 449                 |
| Oldenburg (Oldenburg)                 | 165.711   | 102,99        | 1.609               |
| Osnabrück                             | 164.070   | 119,80        | 1.370               |
| Wilhelmshaven                         | 76.201    | 106,95        | 712                 |
| Landkreis (ggf. Sitz)                 | Einwohner | Fläche in km2 | Bev.-Dichte Ew./km2 |
| Ammerland (in Westerstede)            | 122.698   | 728,38        | 168                 |
| Aurich                                | 190.066   | 1.287,31      | 148                 |
| Cloppenburg                           | 165.930   | 1.418,45      | 117                 |
| Emsland (in Meppen)                   | 321.391   | 2.882,07      | 112                 |
| Friesland (in Jever)                  | 98.409    | 607,91        | 162                 |
| Grafschaft Bentheim (in Bad Bentheim) | 135.770   | 980,87        | 138                 |
| Leer                                  | 168.253   | 1.086,01      | 155                 |
| Oldenburg (in Wildeshausen)           | 129.484   | 1.063,16      | 122                 |
| Osnabrück                             | 354.807   | 2.121,63      | 167                 |
| Vechta                                | 139.671   | 812,63        | 172                 |
| Wesermarsch (in Brake)                | 89.282    | 822,01        | 109                 |
| Wittmund                              | 56.881    | 656,64        | 87                  |
| Ehemaliger Regierungsbezirk Weser-Ems | 2.506.155 | 14.971,53     | 168                 |

## Nordrhein-Westfalen
| Kreisfreie Stadt                  | Einwohner | Fläche in km2 | Bev.-Dichte Ew./km2 |
| --------------------------------- | --------- | ------------- | ------------------- |
| Bochum                            | 364.920   | 145,56        | 2.505               |
| Dortmund                          | 585.813   | 280,71        | 2.087               |
| Hagen                             | 188.266   | 160,45        | 1.173               |
| Hamm                              | 179.571   | 226,43        | 793                 |
| Herne                             | 156.774   | 51,42         | 3.049               |
| Kreis (ggf. Sitz)                 | Einwohner | Fläche in km2 | Bev.-Dichte Ew./km2 |
| Ennepe-Ruhr-Kreis (in Schwelm)    | 325.374   | 409,64        | 794                 |
| Hochsauerlandkreis (in Meschede)  | 262.269   | 1,960,17      | 134                 |
| Märkischer Kreis (in Lüdenscheid) | 414.886   | 1.051,06      | 391                 |
| Olpe                              | 134.983   | 712,14        | 190                 |
| Siegen-Wittgenstein (in Siegen)   | 277.933   | 1.132,99      | 246                 |
| Soest                             | 301.655   | 1.328,63      | 227                 |
| Unna                              | 393.869   | 543,21        | 725                 |
| Regierungsbezirk Arnsberg         | 3.586.311 | 8.012,41      | 448                 |

| Kreisfreie Stadt            | Einwohner | Fläche in km2 | Bev.-Dichte Ew./km2 |
| --------------------------- | --------- | ------------- | ------------------- |
| Bielefeld                   | 333.451   | 258,82        | 1.288               |
| Kreis (ggf. Sitz)           | Einwohner | Fläche in km2 | Bev.-Dichte Ew./km2 |
| Gütersloh                   | 361.828   | 969,21        | 373                 |
| Herford                     | 251.074   | 450,41        | 557                 |
| Höxter                      | 141.855   | 1.281,42      | 118                 |
| Lippe (in Detmold)          | 348.933   | 1.246,22      | 280                 |
| Minden-Lübbecke (in Minden) | 311.866   | 1.162,41      | 271                 |
| Paderborn                   | 305.198   | 1.246,80      | 245                 |
| Regierungsbezirk Detmold    | 2.954.205 | 6.525,30      | 315                 |

| Kreisfreie Stadt            | Einwohner | Fläche in km2 | Bev.-Dichte Ew./km2 |
| --------------------------- | --------- | ------------- | ------------------- |
| Duisburg                    | 499.845   | 232,80        | 2.147               |
| Düsseldorf                  | 613.230   | 217,41        | 2.821               |
| Essen                       | 583.084   | 210,34        | 2.772               |
| Krefeld                     | 226.812   | 137,77        | 1.646               |
| Mönchengladbach             | 260.925   | 170,47        | 1.531               |
| Mülheim an der Ruhr         | 170.936   | 91,28         | 1.873               |
| Oberhausen                  | 211.382   | 77,09         | 2.742               |
| Remscheid                   | 110.611   | 74,52         | 1.484               |
| Solingen                    | 158.908   | 89,54         | 1.775               |
| Wuppertal                   | 352.390   | 168,39        | 2.093               |
| Kreis                       | Einwohner | Fläche in km2 | Bev.-Dichte Ew./km2 |
| Kleve                       | 310.329   | 1.232,99      | 252                 |
| Mettmann                    | 484.770   | 407,22        | 1.190               |
| Rhein-Kreis Neuss           | 447.431   | 576,42        | 776                 |
| Viersen                     | 298.422   | 563,28        | 530                 |
| Wesel                       | 461.715   | 1.042,80      | 443                 |
| Regierungsbezirk Düsseldorf | 5.190.790 | 5.292,32      | 981                 |

| Kreisfreie Stadt                                  | Einwohner | Fläche in km2 | Bev.-Dichte Ew./km2 |
| ------------------------------------------------- | --------- | ------------- | ------------------- |
| Bonn                                              | 322.125   | 141,06        | 2.283               |
| Köln                                              | 1.075.935 | 405,02        | 2.656               |
| Leverkusen                                        | 163.113   | 78,87         | 2.088               |
| Kreis (ggf. Sitz)                                 | Einwohner | Fläche in km2 | Bev.-Dichte Ew./km2 |
| Städteregion Aachen                               | 552.472   | 706,83        | 782                 |
| Düren                                             | 262.072   | 941,77        | 278                 |
| Euskirchen                                        | 191.202   | 1.246,73      | 153                 |
| Heinsberg                                         | 252.651   | 627,98        | 402                 |
| Oberbergischer Kreis (in Gummersbach)             | 273.139   | 918,55        | 297                 |
| Rhein-Erft-Kreis                                  | 465.549   | 704,71        | 661                 |
| Rheinisch-Bergischer Kreis (in Bergisch Gladbach) | 283.304   | 437,32        | 648                 |
| Rhein-Sieg-Kreis (in Siegburg)                    | 597.854   | 1.153,21      | 518                 |
| Regierungsbezirk Köln                             | 4.439.416 | 7.364,35      | 603                 |

| Kreisfreie Stadt         | Einwohner | Fläche in km2 | Bev.-Dichte Ew./km2 |
| ------------------------ | --------- | ------------- | ------------------- |
| Bottrop                  | 117.409   | 100,61        | 1.167               |
| Gelsenkirchen            | 262.528   | 104,94        | 2.502               |
| Münster                  | 311.846   | 303,28        | 1.028               |
| Kreis                    | Einwohner | Fläche in km2 | Bev.-Dichte Ew./km2 |
| Borken                   | 369.226   | 1428,90       | 260                 |
| Coesfeld                 | 219.019   | 1.112,05      | 197                 |
| Recklinghausen           | 617.195   | 761,31        | 811                 |
| Steinfurt                | 444.409   | 1.795,76      | 247                 |
| Warendorf                | 277.744   | 1.319,42      | 211                 |
| Regierungsbezirk Münster | 2.619.376 | 6.918,36      | 379                 |

## Rheinland-Pfalz
| Kreisfreie Stadt                    | Einwohner | Fläche in km2 | Bev.-Dichte Ew./km2 |
| ----------------------------------- | --------- | ------------- | ------------------- |
| Koblenz                             | 113.605   | 105,13        | 1.081               |
| Landkreis (ggf. Sitz)               | Einwohner | Fläche in km2 | Bev.-Dichte Ew./km2 |
| Ahrweiler                           | 128.455   | 786,98        | 163                 |
| Altenkirchen (Westerwald)           | 128.961   | 641,99        | 201                 |
| Bad Kreuznach                       | 157.392   | 863,76        | 182                 |
| Birkenfeld                          | 80.799    | 776,58        | 104                 |
| Cochem-Zell (in Cochem)             | 61.864    | 692,33        | 89                  |
| Mayen-Koblenz (in Koblenz)          | 212.968   | 817,25        | 261                 |
| Neuwied                             | 181.537   | 626,90        | 290                 |
| Rhein-Hunsrück-Kreis (in Simmern)   | 103.026   | 991,12        | 104                 |
| Rhein-Lahn-Kreis (in Bad Ems)       | 122.553   | 782,29        | 157                 |
| Westerwaldkreis (in Montabaur)      | 201.027   | 988,95        | 203                 |
| Ehemaliger Regierungsbezirk Koblenz | 1.492.187 | 8.073,28      | 185                 |
|                                     |           |               |                     |
| Kreisfreie Stadt                    | Einwohner | Fläche in km2 | Bev.-Dichte Ew./km2 |
| Trier                               | 110.111   | 117,13        | 940                 |
| Landkreis (ggf. Sitz)               | Einwohner | Fläche in km2 | Bev.-Dichte Ew./km2 |
| Bernkastel-Wittlich (in Wittlich)   | 112.006   | 1.167,56      | 96                  |
| Eifelkreis Bitburg-Prüm             | 98.021    | 1.626,22      | 60                  |
| Trier-Saarburg (in Trier)           | 147.833   | 1.101,49      | 134                 |
| Vulkaneifel (in Daun)               | 60.757    | 911,02        | 67                  |
| Ehemaliger Regierungsbezirk Trier   | 528.728   | 4.923,42      | 107                 |

| Kreisfreie Stadt                              | Einwohner | Fläche in km2 | Bev.-Dichte Ew./km2 |
| --------------------------------------------- | --------- | ------------- | ------------------- |
| Frankenthal (Pfalz)                           | 48.445    | 43,76         | 1.107               |
| Kaiserslautern                                | 99.302    | 139,74        | 711                 |
| Landau in der Pfalz                           | 46.006    | 82,96         | 555                 |
| Ludwigshafen am Rhein                         | 166.621   | 77,55         | 2.149               |
| Mainz                                         | 213.528   | 97,74         | 2.185               |
| Neustadt an der Weinstraße                    | 53.209    | 117,10        | 454                 |
| Pirmasens                                     | 40.416    | 61,37         | 659                 |
| Speyer                                        | 50.551    | 42,60         | 1.187               |
| Worms                                         | 82.595    | 108,73        | 760                 |
| Zweibrücken                                   | 34.428    | 70,67         | 487                 |
| Landkreis (ggf. Sitz)                         | Einwohner | Fläche in km2 | Bev.-Dichte Ew./km2 |
| Alzey-Worms (in Alzey)                        | 128.197   | 588,15        | 218                 |
| Bad Dürkheim                                  | 132.960   | 594,76        | 224                 |
| Donnersbergkreis (in Kirchheimbolanden)       | 75.203    | 645,52        | 116                 |
| Germersheim                                   | 128.205   | 463,35        | 277                 |
| Kaiserslautern                                | 105.504   | 639,88        | 165                 |
| Kusel                                         | 70.899    | 573,28        | 124                 |
| Mainz-Bingen (in Mainz)                       | 209.184   | 605,77        | 345                 |
| Rhein-Pfalz-Kreis (in Ludwigshafen am Rhein)  | 153.043   | 304,92        | 502                 |
| Südliche Weinstraße (in Landau in der Pfalz)  | 110.885   | 639,83        | 173                 |
| Südwestpfalz (in Pirmasens)                   | 95.957    | 953,65        | 101                 |
| Ehemaliger Regierungsbezirk Rheinhessen-Pfalz | 2.045.138 | 6.281,33      | 326                 |

## Saarland
| Landkreis (ggf. Sitz)        | Einwohner | Fläche in km2 | Bev.-Dichte Ew./km2 |
| ---------------------------- | --------- | ------------- | ------------------- |
| Merzig-Wadern (in Merzig)    | 103.908   | 555,17        | 187                 |
| Neunkirchen (in Ottweiler)   | 133.984   | 249,24        | 538                 |
| Regionalverband Saarbrücken  | 329.593   | 410,64        | 803                 |
| Saarlouis                    | 196.609   | 459,05        | 428                 |
| Saarpfalz-Kreis (in Homburg) | 144.100   | 418,40        | 344                 |
| Sankt Wendel                 | 88.457    | 476,22        | 186                 |

## Sachsen
| Kreisfreie Stadt                            | Einwohner | Fläche in km2 | Bev.-Dichte Ew./km2 |
| ------------------------------------------- | --------- | ------------- | ------------------- |
| Chemnitz                                    | 246.353   | 221,05        | 1.114               |
| Dresden                                     | 547.172   | 328,48        | 1.666               |
| Leipzig                                     | 571.088   | 297,80        | 1.918               |
| Landkreis (ggf. Sitz)                       | Einwohner | Fläche in km2 | Bev.-Dichte Ew./km2 |
| Bautzen                                     | 304.691   | 2.395,60      | 127                 |
| Erzgebirgskreis (in Annaberg-Buchholz)      | 344.136   | 1.827,90      | 188                 |
| Görlitz                                     | 258.337   | 2.111,42      | 122                 |
| Leipzig (in Borna)                          | 258.333   | 1.651,39      | 156                 |
| Meißen                                      | 243.889   | 1.454,59      | 168                 |
| Mittelsachsen (in Freiberg)                 | 310.505   | 2.116,32      | 147                 |
| Nordsachsen (in Torgau)                     | 198.063   | 2.028,42      | 98                  |
| Sächsische Schweiz-Osterzgebirge (in Pirna) | 246.066   | 1.654,18      | 149                 |
| Vogtlandkreis (in Plauen)                   | 231.051   | 1.412,42      | 164                 |
| Zwickau                                     | 322.099   | 949,79        | 339                 |

## Sachsen-Anhalt
| Kreisfreie Stadt                       | Einwohner | Fläche in km2 | Bev.-Dichte Ew./km2 |
| -------------------------------------- | --------- | ------------- | ------------------- |
| Dessau-Roßlau                          | 82.505    | 244,74        | 337                 |
| Halle (Saale)                          | 238.005   | 135,02        | 1.763               |
| Magdeburg                              | 238.136   | 201,00        | 1.185               |
| Landkreis (ggf. Sitz)                  | Einwohner | Fläche in km2 | Bev.-Dichte Ew./km2 |
| Altmarkkreis Salzwedel                 | 85.236    | 2.293,03      | 37                  |
| Anhalt-Bitterfeld (in Köthen (Anhalt)) | 163.100   | 1.453,52      | 112                 |
| Börde (in Haldensleben)                | 172.959   | 2.366,63      | 73                  |
| Burgenlandkreis (in Naumburg (Saale))  | 183.174   | 1.413,67      | 130                 |
| Harz (in Halberstadt)                  | 219.643   | 2.104,54      | 104                 |
| Jerichower Land (in Burg)              | 91.345    | 1.576,84      | 58                  |
| Mansfeld-Südharz (in Sangerhausen)     | 139.781   | 1.448,84      | 96                  |
| Saalekreis (in Merseburg)              | 185.951   | 1.433,67      | 130                 |
| Salzlandkreis (in Bernburg (Saale))    | 194.575   | 1.426,76      | 136                 |
| Stendal                                | 114.393   | 2.423,16      | 47                  |
| Wittenberg                             | 127.449   | 1.930,31      | 66                  |

## Schleswig-Holstein
| Kreisfreie Stadt                     | Einwohner | Fläche in km2 | Bev.-Dichte Ew./km2 |
| ------------------------------------ | --------- | ------------- | ------------------- |
| Flensburg                            | 87.432    | 56,74         | 1.541               |
| Kiel                                 | 247.441   | 118,65        | 2.085               |
| Lübeck                               | 216.712   | 214,21        | 1.012               |
| Neumünster                           | 79.680    | 71,63         | 1.112               |
| Kreis (ggf. Sitz)                    | Einwohner | Fläche in km2 | Bev.-Dichte Ew./km2 |
| Dithmarschen (in Heide)              | 133.560   | 1.428,13      | 94                  |
| Herzogtum Lauenburg (in Ratzeburg)   | 195.063   | 1.263,01      | 154                 |
| Nordfriesland (in Husum)             | 164.926   | 2.082,96      | 79                  |
| Ostholstein (in Eutin)               | 200.813   | 1.392,55      | 144                 |
| Pinneberg                            | 310.653   | 664,28        | 468                 |
| Plön                                 | 128.703   | 1.083,17      | 119                 |
| Rendsburg-Eckernförde (in Rendsburg) | 272.337   | 2.189,17      | 124                 |
| Schleswig-Flensburg (in Schleswig)   | 198.685   | 2.071,14      | 96                  |
| Segeberg (in Bad Segeberg)           | 272.235   | 1.344,39      | 202                 |
| Steinburg (in Itzehoe)               | 131.875   | 1.056,13      | 125                 |
| Stormarn (in Bad Oldesloe)           | 241.811   | 766,33        | 316                 |

## Thüringen
| Kreisfreie Stadt                                | Einwohner | Fläche in km2 | Bev.-Dichte Ew./km2 |
| ----------------------------------------------- | --------- | ------------- | ------------------- |
| Eisenach                                        | 42.588    | 104,17        | 409                 |
| Erfurt                                          | 211.113   | 269,88        | 782                 |
| Gera                                            | 94.750    | 152,19        | 623                 |
| Jena                                            | 110.321   | 114,76        | 961                 |
| Suhl                                            | 35.608    | 103,02        | 346                 |
| Weimar                                          | 64.355    | 84,48         | 762                 |
| Landkreis (ggf. Sitz)                           | Einwohner | Fläche in km2 | Bev.-Dichte Ew./km2 |
| Altenburger Land (in Altenburg)                 | 91.607    | 569,41        | 161                 |
| Eichsfeld (in Heilbad Heiligenstadt)            | 101.033   | 943,07        | 107                 |
| Gotha                                           | 135.430   | 935,89        | 145                 |
| Greiz                                           | 99.717    | 845,97        | 118                 |
| Hildburghausen                                  | 64.330    | 938,42        | 69                  |
| Ilm-Kreis (in Arnstadt)                         | 109.167   | 843,71        | 129                 |
| Kyffhäuserkreis (in Sondershausen)              | 76.685    | 1.037,91      | 74                  |
| Nordhausen                                      | 85.098    | 713,92        | 119                 |
| Saale-Holzland-Kreis (in Eisenberg)             | 84.525    | 815,23        | 104                 |
| Saale-Orla-Kreis (in Schleiz)                   | 82.362    | 1.151,30      | 72                  |
| Saalfeld-Rudolstadt (in Saalfeld/Saale)         | 108.315   | 1.036,03      | 105                 |
| Schmalkalden-Meiningen (in Meiningen)           | 123.506   | 1.210,73      | 102                 |
| Sömmerda                                        | 70.118    | 806,84        | 87                  |
| Sonneberg                                       | 56.507    | 433,61        | 130                 |
| Unstrut-Hainich-Kreis (in Mühlhausen/Thüringen) | 103.948   | 979,69        | 106                 |
| Wartburgkreis (in Bad Salzungen)                | 124.729   | 1.307,43      | 95                  |
| Weimarer Land (in Apolda)                       | 82.316    | 804,47        | 102                 |

1871 |
1900 |
1925 |
1937 |
1947 |
1957 |
1977 |
1991 |
1997 |
2017